# Avremesnil
Avremesnil là một xã thuộc tỉnh Seine-Maritime trong vùng Normandie miền bắc nước Pháp.

## Huy hiệu
| Arms of Avremesnil | The arms of Avremesnil are blazoned: Argent, a fess between 2 martlets and a lion gules, and a chief paly Or and azure. |

## Dân số
| Năm | 1962 | 1968 | 1975 | 1982 | 1990 | 1999 | 2006 |
| --- | ---- | ---- | ---- | ---- | ---- | ---- | ---- |
| Dân số | 700  | 798  | 839  | 832  | 878  | 873  | 934  |
| From the year 1962 on: No double counting—residents of multiple communes (e.g. students and military personnel) are counted only once. |      |      |      |      |      |      |      |